# Ragtime
Ragtime er en amerikansk musikstil, der havde sin storhedstid fra ca. 1890 til 1. verdenskrig, sammen med blues. På den tid blev musikken ofte spillet af små danseorkestre med messingblæsere, men i eftertiden er ragtime mest blevet spillet på klaver. Den menes tidligere i det 19. århundrede at have været spillet på to eller flere banjoer. Tidlige pladeindspilninger fra 1920'erne med Fred van Epps er en af hovedkilderne.

## Kendetegn
Meget kort kan ragtimes særlige kendetegn beskrives som modstillingen mellem to rytmer:
- Det meste af tiden ligger der i venstre hånd på klaveret en stabil rytme med to slag i takten.
- Højre hånd spiller melodien med masser af synkoper.

## Musikere
Blandt de bedst kendte ragtimemusikere kan nævnes Scott Joplin, James Scott og Eubie Blake. Den dansk-amerikanske ragtime-komponist Jens Bodewalt Lampe er ophavsmanden til et af de største hit i tidlig ragtime, Creole Belles fra 1900.

## Historie
Ragtimegenren startede i folks bevidsthed med inspirerende og letgenkendelige værker af Scott Joplin skrevet for klaver. Ragtimemusikkens specielle rytme blev direkte oversat til guitar af blandt andre Blind Blake og Blind Lemon Jefferson.

### Blind Blake
Blind Blake er et af de første eksempler på tidlig ragtimemusik indenfor guitarens historie. Han skrev selv sine egne sange, som han nåede at indspille inden han forsvandt sporløst i 1933 af ukendte årsager. De sange han fik indspillet dannede skole for andre talentfulde guitarister i hans levetid som Rev. Gary Davis og senere Blind Boy Fuller.

### Stefan Grossman
Den hvide guitarist Stefan Grossman har en stor del af æren for at ragtimemusikken og bluesmusikken er blevet så velbevaret og dyrket i dag. Han var elev af Rev. Gary Davis og fik transskriberet en del af hans sange og fortolkninger, og startede senere et forlag med transskribtioner af sange fra de mange blues mænd fra Mississippi og andre regioner i USA.

### I biograferne
Det var dog det hvide lærreds magt der virkelig fik folk til at vende blikket mod ragtime musikken. Det skete med filmen Sidste stik, som indeholdt Scott Joplins "The Entertainer". Denne melodi inspirerede mange unge guitarister til at transskribere og indspille ragtimemusik. Disse folk gælder hvide guitarister så som Duck Baker og Ton Van Bergeyk, som indspillede ragtimestykker skrevet for klaver, og som havde et mere indstuderet og klassisk præget, dynamik over sig. En tydelig kontrast til den spændende og unikke ragtime musik som Blind Blake, Blind Boy Fuller, Rev. Gary Davis, Big Bill Broonzy, og Blind Lemon Jefferson bl.a. mestrede på guitaren, men unægtelig spillede på en mere rå og beskidt, selvlært måde.